# Gröndals IK
Gröndals IK är en idrottsförening från Gröndal i södra Stockholm med fotboll som huvudsaklig idrott. Föreningen bildades 1937 genom sammanslagning av Gröndals IF (bildad 1928) och Gröndals AIS (1929).

## Bildande och övriga idrotter
Gröndals IF bildades 16 december 1928. Klubben ägnade sig åt fotboll och bandy, samt handboll en kortare period. Året efter bildades Gröndals AIS, som huvudsakligen ägnade sig åt friidrott (allmän idrott, därav namnet Allmänna idrottssällskap), men hade även ett mindre slagkraftigt fotbollslag. De två föreningarna slogs samman 1937 och samtliga idrotter utöver fotboll har med tiden avvecklats.

## Resultat
GIK gjorde fem säsonger i tredjedivisionen (dåvarande division 3) på 1950-talet med en tredje plats som bästa resultat.
År 2005 spelade klubben i division 3 norra Svealand, och via en andraplats i tabellen fick man nästkommande säsong spela i division 2 östra Svealand, vilken laget lyckades vinna. Laget var därmed tillbaka i tredjedivisionen, division 1. Laget spelade i division 1 norra säsongerna 2007-2010. Säsongen 2008 var laget inblandat i striden om andraplatsen under en stor del av säsongen, och sluttabellen gav GIK en fjärdeplats, en poäng efter trean Västerås SK och tvåan Vasalunds IF.
Efter säsongen 2010 flyttades Gröndal ner till division 7 på grund av bristande ekonomi, klubben slogs ihop med BK Carmen som spelade i division 6. Gröndals IK vann division 6 säsongen 2011. Laget spelade i division 5 2012-2016, sistnämnda säsong slutade laget näst sist och degraderades. Säsongen 2017 spelar Gröndal i division 6 Stockholm F.
Numera är klubben en utpräglad barn- och ungdomsklubb för både killar och tjejer med ca 350 aktiva spelar.
Klubben har tidigare tränats av bland annat Sören Åkeby, bröderna Roger och Patrik Sandberg och Pascal Simpson. Ungdomslaget tränades en gång av Mikael Stahre.
Hemmaarenan är Gröndals IP.

## Kända spelare
Djurgårdslegenden Roland Stoltz har spelat i klubbens fotboll- och bandysektion. Även Brwa Nouri har spelat i klubbens fotbollssektion.

### Fotnoter
1. ↑  http://www.svenskafotbollsklubbar.se/showclub.php?clubid=862
2. ↑  http://www.svenskafotbollsklubbar.se/showclub.php?clubid=861
3. 1 2  ”Arkiverade kopian”. Arkiverad från originalet den 20 maj 2015. https://web.archive.org/web/20150520051954/http://www.sportnik.com/group/35/page/Historia. Läst 17 maj 2017.
4. ↑  ”Arkiverade kopian”. Arkiverad från originalet den 27 maj 2017. https://web.archive.org/web/20170527045133/http://grondalsik.se/. Läst 17 maj 2017.
5. 1 2 3  http://www.svenskafotbollsklubbar.se/showclub.php?clubid=863
6. ↑  ”Arkiverade kopian”. Arkiverad från originalet den 29 mars 2019. https://web.archive.org/web/20190329151803/https://fogis.se/information/?scr=table&ftid=62074. Läst 29 mars 2019.